# 燕京 (フェリー)
燕京（YAN JING、イエンジン）は、チャイナエクスプレスライン株式会社（中国語名：中国快航有限公司）が運航していた中国籍の貨客船。

## 概要
1990年に尾道造船で建造され、友好港である神戸港（神戸ポートターミナル）と天津港（客船ターミナル）を結ぶ国際定期フェリーとして1990年3月21日に就航した。
2005年11月24日、通算1,500航海を達成、1990年3月から2005年10月までの14年8ヵ月で旅客143,000人、貨物132,000TEUを輸送した。
2012年8月21日、神戸 - 天津航路の運航を終了した。
その後、広西北部湾郵輪碼頭有限公司に売却され、北部湾之星となり、クルーズ客船に改装され就航している。

### 就航航路
- 神戸港（神戸ポートターミナル） - 天津港（天津港客船ターミナル）

1日目：12:00神戸出港→13:00頃明石海峡通過→15:00頃瀬戸大橋の下を通過
2日目：0:00頃関門海峡を通過し日本海へ→日中は東シナ海
3日目：6:00頃東シナ海より黄海へ→12:00頃天津新港着岸

## 船内設備

### 客室
- 特別室 - 洋式、ダブルベッド・バス・トイレ・TV、定員2名、2室
- 特一等 - 洋式、シングルベッド×2・シャワー・トイレ・TV、定員2名、10室
- 一等（A） - 洋式・窓あり、2段ベッド×2・TV、定員4名/6名、24室
- 一等（B） - 洋式・窓なし、2段ベッド×2・TV、定員6名、10室
- 二等（A） - 洋式、2段ベッド×8・TV、定員16名、6室
- 二等（B） - 和式、フローリング、定員21名、4室

### 施設
- 案内カウンター
- メインレストラン（94席）
- 売店
- スナック・バー
- カラオケルーム、
- 図書室
- ゲームコーナー
- 自動販売機コーナー
- 浴室・サウナ
- 船舶電話

## ギャラリー

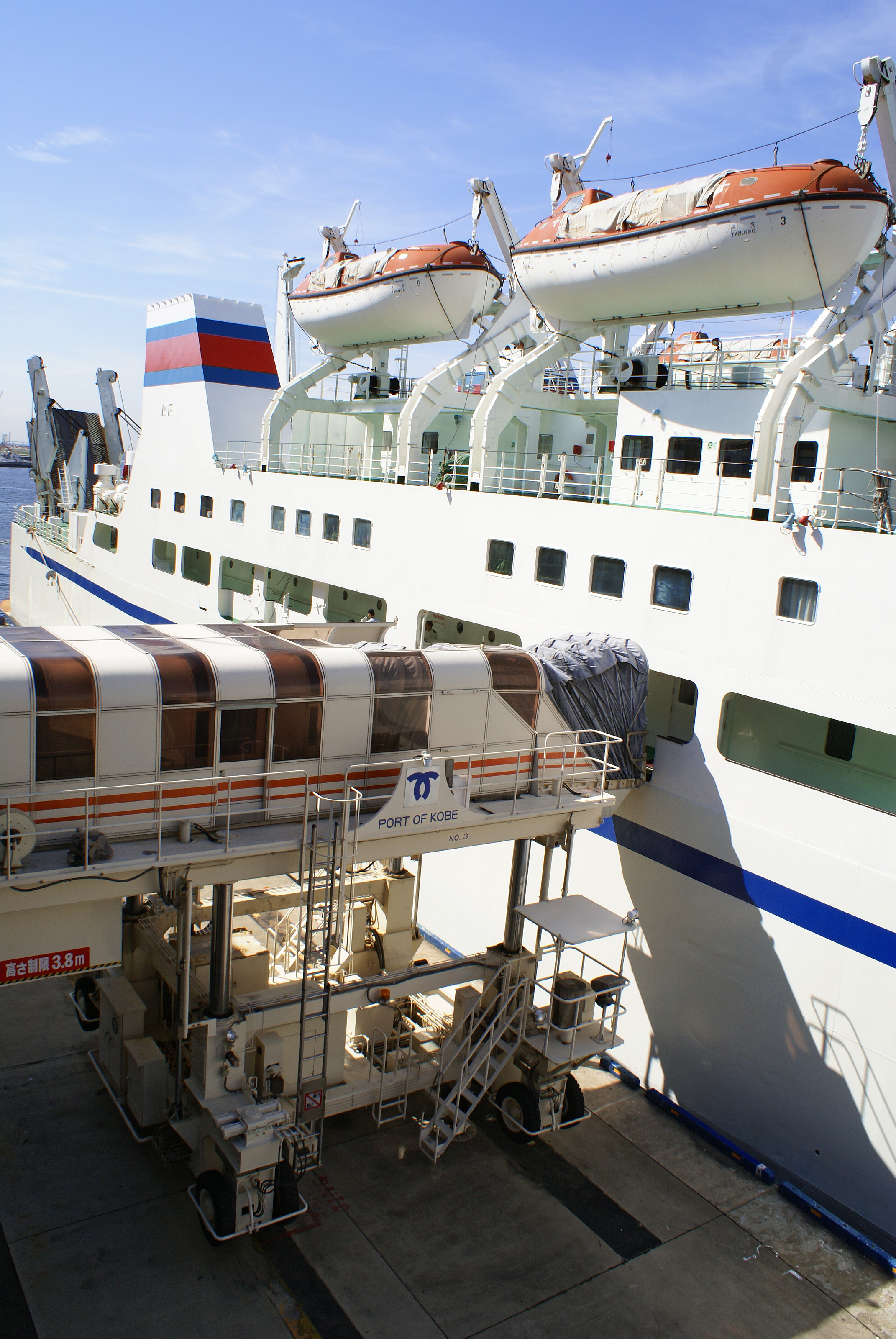
神戸港・神戸ポートターミナルO1バースに接岸する燕京
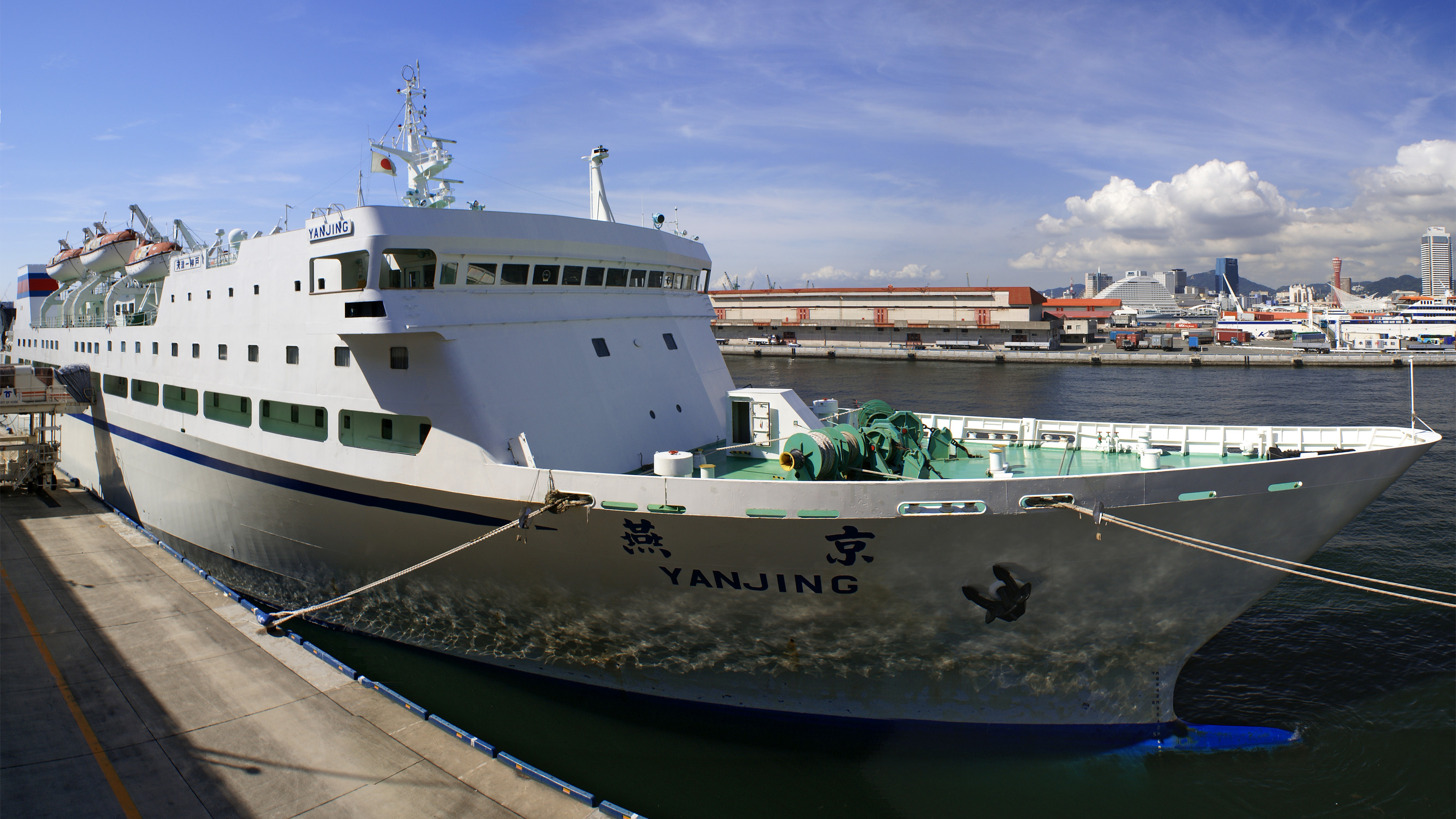
船首
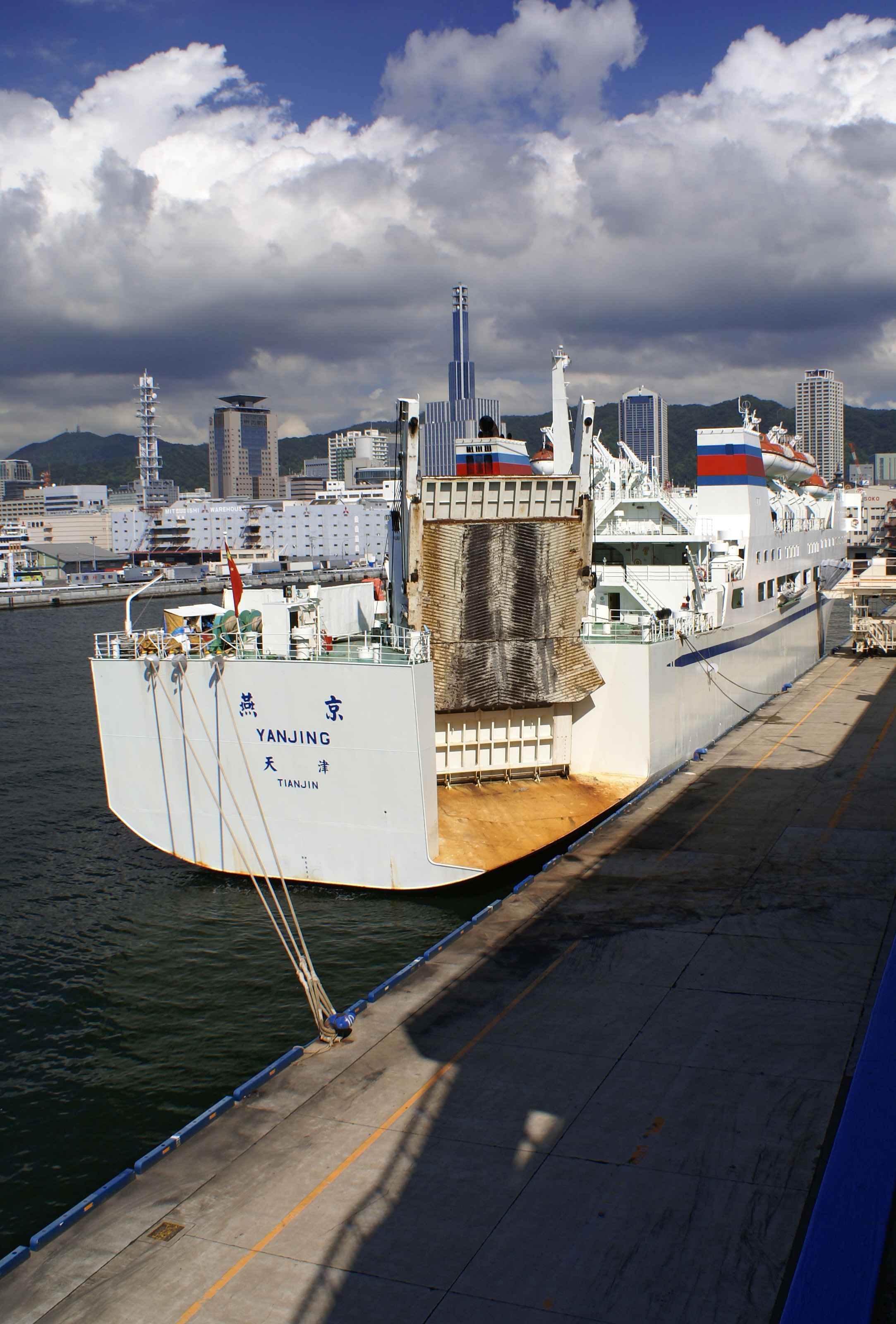
船尾
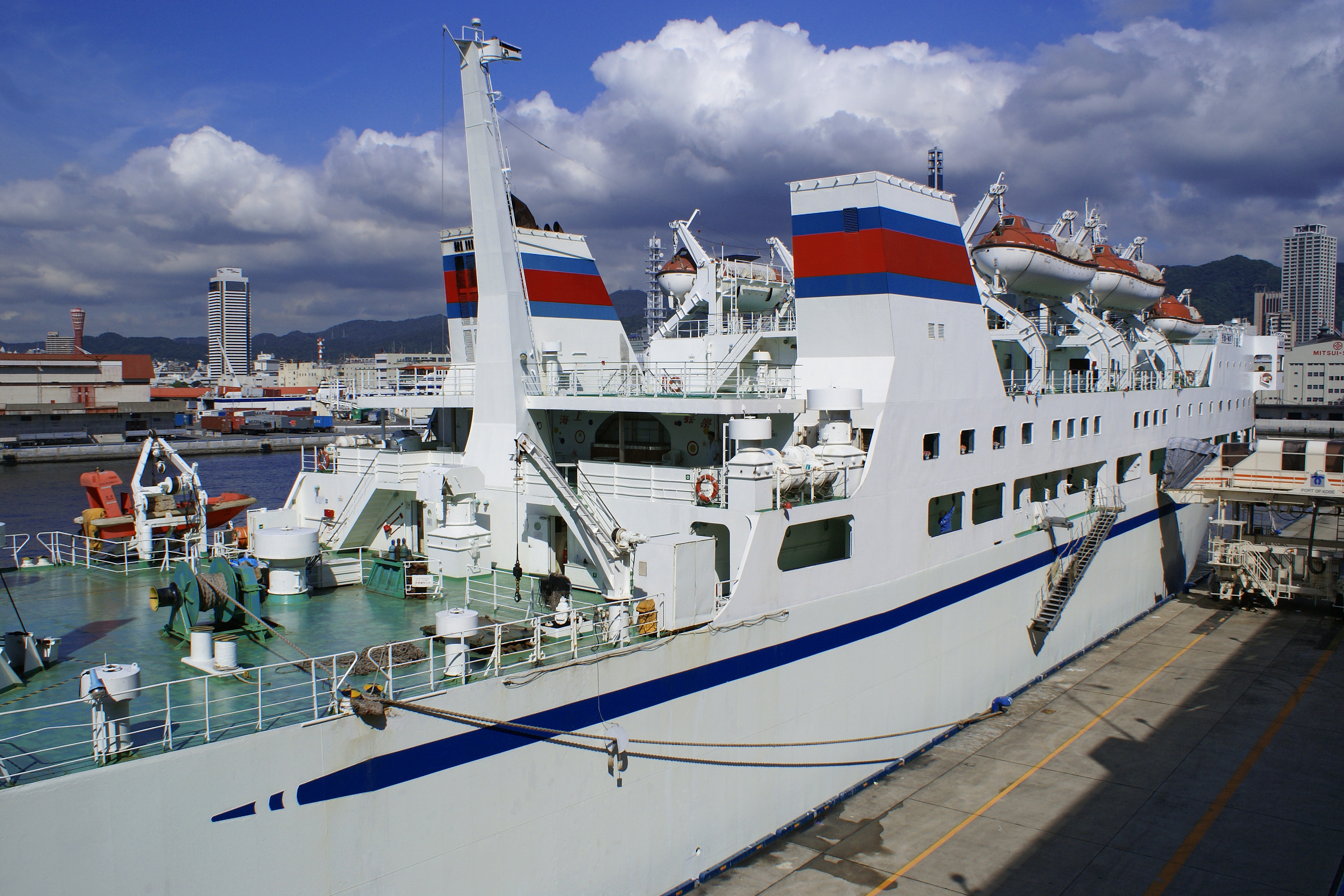
後部デッキ